# Plobsheim
Plobsheim is een gemeente in het Franse departement Bas-Rhin in de regio Grand Est. De gemeente telde 4.471 inwoners op 1 januari 2022.
De plaats maakt deel uit van het kanton Illkirch-Graffenstaden in het arrondissement Strasbourg. Tot 1 januari 2015 was het deel van het kanton Geispolsheim in het arrondissement Strasbourg-Campagne, die op die dag werden opgeheven.

## Geografie
De oppervlakte van Plobsheim bedroeg op 1 januari 2022 16,64 vierkante kilometer; de bevolkingsdichtheid was toen 268,7 inwoners per km². 

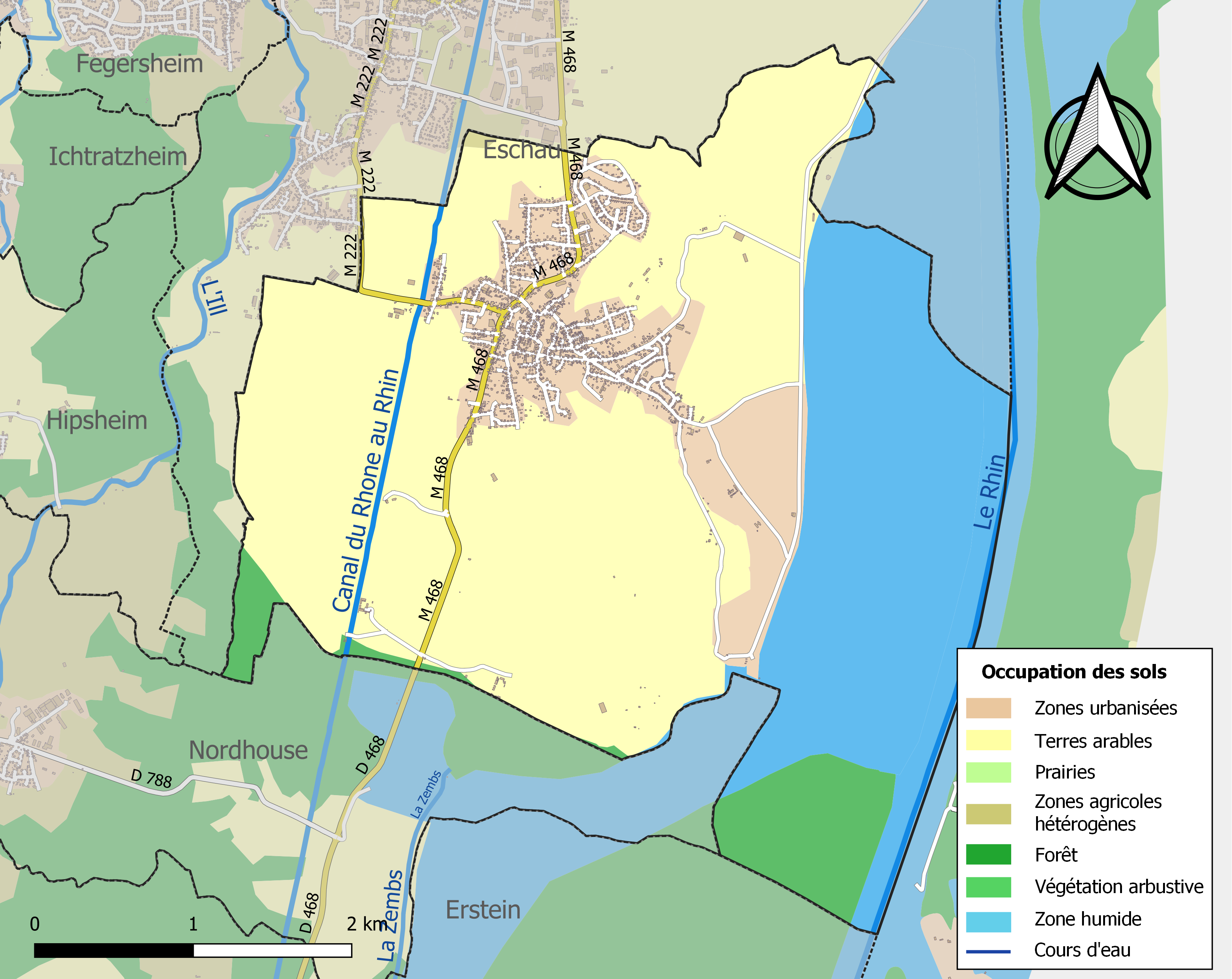
Kaart van de gemeente met de belangrijkste infrastructuur, bodemgebruik en omliggende gemeenten

## Demografie
Onderstaande figuur toont het verloop van het inwonertal (bron: INSEE-tellingen).